# Basketballclub Magdeburg
Il Basketballclub Magdeburg è una società cestistica avente sede a Magdeburgo, in Germania. Fondata nel 2002, gioca nel campionato tedesco.
Disputa le partite interne nella Hermann-Gieseler-Halle, che ha una capacità di 2.000 spettatori.